# Andrea Bagioli
Andrea Bagioli (ur. 23 marca 1999 w Sondrio) – włoski kolarz szosowy.

## Osiągnięcia
2016
- 1. miejsce w Trofeo Città di Loano

2017
- 3. miejsce w Wyścigu Pokoju Juniorów

2018
- 3. miejsce w Gran Premio Palio del Recioto
- 2. miejsce w Liège-Bastogne-Liège U23
- 1. miejsce w Toscana Terra di Ciclismo Eroica
  - 1. miejsce w klasyfikacji młodzieżowej
  - 1. miejsce w klasyfikacji punktowej
  - 1. miejsce na 3. etapie
- 2. miejsce w Piccolo Giro di Lombardia

2019
- 1. miejsce w Trofeo Città di San Vendemiano
- 1. miejsce w Ronde de l’Isard
  - 1. miejsce w klasyfikacji młodzieżowej
  - 1. miejsce na 2. i 3. etapie
- 1. miejsce na 5. etapie Giro Ciclistico della Valle d’Aosta Mont Blanc
- 1. miejsce w Piccolo Giro di Lombardia

2020
- 1. miejsce na 1. etapie Tour de l’Ain
- 2. miejsce w Settimana Internazionale di Coppi e Bartali
  - 1. miejsce na etapach 1b (jazda drużynowa na czas) i 2.

2021
- 1. miejsce w La Drôme Classic
- 1. miejsce w klasyfikacji młodzieżowej Tour de l’Ain

2022
- 1. miejsce na 7. etapie Volta Ciclista a Catalunya
- 3. miejsce w Grand Prix Cycliste de Montréal

2023
- 3. miejsce w La Drôme Classic

## Rankingi
| Rok             | 2018 | 2019 | 2020 | 2021 | 2022 | 2023 | 2024 |
| --------------- | ---- | ---- | ---- | ---- | ---- | ---- | ---- |
| World Ranking   | 613. | 672. | 110. | 173. | 149. | 34.  | 455. |
| UCI Europe Tour | 386. | 496. | 93.  | 149. | 125. | 32.  | -    |
|                 |      |      |      |      |      |      |      |
| Źródło: UCI     |      |      |      |      |      |      |      |